# 伊布列西
伊布列西（羅馬化：Ibresi）是俄罗斯楚瓦什共和国的市级镇，为该共和国伊布列西区行政中心及规模最大聚居地，也是该区唯一的一座市级镇。地处楚瓦什共和国中部，位于伏尔加河流域内的一条小河切尔诺列奇卡河（Черноречка）河畔，在共和国首府切博克萨雷南偏西方。
镇内设有同名铁路车站，位于鲁扎耶夫卡－卡纳什线上。
该地2022年人口有7,547人；2010年人口8,415；2002年人口9,201；1989年人口8,682。